# Интриго: Смерть автора
«Интриго: Смерть автора» (англ. Intrigo: Death of an Author) — немецко-шведско-американский триллер 2018 года. Фильм основан на серии новелл Хокана Нессера. Это первый фильм из трилогии.

## Сюжет
Дэвид находит писателя Алекса Хендерсона, живущего в одиночестве на греческом острове. Дэвид рассказывает ему историю своего романа, в котором переплетается история его собственной жизни. Фильм поочередно переключается с разговора на сюжет романа и параллели с жизнью Дэвида.

## В ролях
- Бен Кингсли — Хендерсон
- Бенно Фюрман — Давид
- Тува Новотны — Ева
- Майкл Бирн — Келлер
- Вероника Феррес — Керр
- Даниэла Лаванда — Мариам
- Тор Кларк — Дорис
- Дэвид Лоу — Эдгар Л.
- Джейсон Риддингтон — Отто Герлах
- Сандра Дикинсон — мадам Х.

## Прием критиков
На Rotten Tomatoes фильм имеет рейтинг 13 %. Нелл Миноу из RogerEbert.com присвоила фильму три звезды. Дэвид Робб из Slant Magazine присвоил ему полторы звезды из четырёх.

## Сиквелы
У фильма есть два продолжения, Интриго: Дорогая Агнес и Интриго: Самария которые были выпущены в Германии 10 октября 2019 года. Фиби Фокс из актёрского состава третьего фильма играет здесь эпизодическую роль.